# 中脳
中脳（ちゅうのう、英: midbrain）は、脳の一部。狭義の脳幹（下位脳幹）のうち、もっとも上の部分であって、さらに上には第三脳室、下には橋、両外側には間脳がある。なめらかな動きを可能にする錐体外路性運動系の重要な中継所を含むほか、対光反射、視聴覚の中継所、眼球運動反射、姿勢反射（立ち直り反射）、γ運動ニューロン活動抑制、歩行リズムの中枢をも含む。

## 解剖
中脳の前面は大脳脚と呼ばれる一対の隆起である。大脳脚は橋の底部に続き、錐体路をなす線維が入っている。大脳脚の付け根に当たる部分は黒質と呼ばれるメラニンの多い層になっている。後面には四丘体と呼ばれる2対の隆起があり、それらのうち上の1対は上丘、下の1対は下丘と呼ばれる。上丘の中には数層の浅灰白層、下丘の中には下丘核と呼ばれる灰白質が入っている。四丘体のある部分を中脳蓋と呼ぶ。中脳蓋のすぐ前、中脳の内部のほぼ正中には中脳水道(シルビウス孔)と呼ばれる穴が開いている。中脳水道は神経管の内腔に由来し、上の第三脳室と下の第四脳室をつなぎ、脳脊髄液の通り道になっている。中脳水道の周りは中脳水道周囲灰白質（中心灰白質）に囲まれている。中脳水道周囲灰白質のすぐ前に、動眼神経核とエディンガー・ウェストファル核（動眼神経副核）がある。中脳蓋と黒質の間にある部分を被蓋と呼ぶ。なお、上で述べた意味での大脳脚（crus cerebri）と被蓋を合わせて大脳脚（pedunculus cerebri）と呼ぶことがある。被蓋には外側に内側毛帯があるほか、内側の下部には上小脳交叉（ウェルネキンク）、上部には赤核と呼ばれる鉄の多い核がある。橋との境目あたりには滑車神経核がある。

## 機能

### 上丘
上丘は、鳥類などでは視覚に重要な役割を果たしているが、ヒトでは視覚反射の中継所でしかない。視覚と関係するので視蓋とも呼ばれる。目に光が入ったときに瞳孔を収縮させる対光反射、見ている物が近づいたときにレンズを厚くしてピントを合わせる調節反射、それと同時に視線を内側に寄せる輻輳反射に関わる。

### 下丘
下丘は聴覚の重要な中継所である。耳から入った音の信号は蝸牛神経を通って蝸牛神経核で中継され、交叉した後外側毛帯となって下丘に入る。下丘から出た線維は下丘腕を通って内側膝状体へ送られ、中継された後聴放線を作って大脳皮質に送られる。
- 大脳脚、黒質、赤核の機能については運動系を参照。
- 滑車神経については独立した項を参照。

## 画像

中脳の位置を様々な方向から見た動画。中脳を赤で、それ以外の部位を半透明にして示してある。（出典：Anatomography）
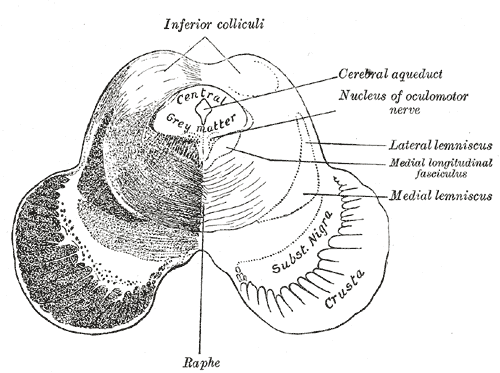
下丘の高さでの中脳の断面。図の上が背側。Crusta：大脳脚、Subst. Nigra：黒質、Inferior colliculi：下丘、Central Grey matter：中心灰白質、Cerebral aqueduct：中脳水道、Nucleus of oculomotor nerve：動眼神経核、Medial lemniscus：内側毛帯
脊椎動物胎仔の脳の主要構造を示す図。これらの領域は前脳（Procencephalon）、中脳（Mecencephalon）、および菱脳（Rhombencephalon）へと分化する。